# Андзауров, Игорь Евгеньевич
Игорь Евге́ньевич Андзау́ров (16 [29] марта 1911 — 24 марта 1988) — советский офицер, участник Советско-финской, Великой Отечественной и Советско-японской войн, в годы Великой Отечественной войны — командир 40-го отдельного моторизованного понтонно-мостового батальона 7-й гвардейской армии Степного фронта, майор.
Герой Советского Союза (26.10.1943), подполковник запаса.

## Биография
Родился 16 (29) марта 1911 года в Риге в семье служащего. По национальности русский. Член ВКП(б)/КПСС с 1941 года. В 1929 году окончил 7 классов в школе города Звенигород, а в 1931 — педагогический техникум в Москве.
Призван в ряды Красной Армии в 1933 году.
В 1937 году окончил Ленинградское военно-инженерное училище.
Участник Советско-финской войны (1939—1940), в январе 1940 года контужен, в феврале 1940 года награждён орденом Красного Знамени за грамотное руководство ротой при форсировании реки Тайполен-йоки в 1940 г.
С марта 1941г командует 40-м отдельным понтонно-мостовым батальоном на Карельском перешейке.
За боевые действия в период с октября 1941г по январь 1942г его батальон был награждён орденом Красной Звезды.
Весной 1943г 40-й ОПМБ был переведён в состав Степного фронта, под Воронеж и в сентябре Игорь Евгеньевич награждён орденом Красная Звезда.
Майор Андзауров особо отличился в сентябре 1943 года при форсировании Днепра в районе села Орлик Кобелякского района Полтавской области. Благодаря безупречным действиям Андзаурова по командованию батальоном был совершён образцовый и чёткий манёвр переправочными средствами, обеспечивший выполнение боевой задачи. 11 октября 1943 года командование 7-й гвардейской армии представило его к высшей награде СССР. В наградном листе указано:

тов. Андзауров во время форсирования неизменно находился на самых трудных и опасных местах, конкретно и искусно руководил понтонными подразделениями, показывая пример исключительной выдержки, мужества и отваги своим подчинённым.— Наградной лист в электронном банке документов «Подвиг народа».
Указом Президиума Верховного Совета СССР от 26 октября 1943 года за успешное форсирование реки Днепр, прочное закрепление и расширение плацдарма на западном берегу реки Днепр и проявленные при этом отвагу и геройство майору Андзаурову Игорю Евгеньевичу присвоено звание Героя Советского Союза со вручением ордена Ленина и медали «Золотая Звезда» (№ 1329).
В конце 1943г он назначается на должность заместителя командира 1-й понтонно-мостовой бригады и участвует в Корсунь-Шевченковской операции.
В 1944г он командует 8-м тяжёлым моторизованным понтонно-мостовым полком.
Участник Будапештской операции, форсировал реки Тиса, Дунай, Грон, Нистра, Ваг.
В период 1944—1945 гг награждён орденом Отечественной войны 1-й степени и орденом Александра Невского.
С 25 марта по 5 мая 1945 г. полк в составе 2-го Украинского фронта участвовал в Братиславско-Брновской операции, обеспечивал форсирование водных преград при освобождении Братиславы, Малацни, Брно.
Окончание войны Игорь Евгеньевич встретил в Праге, а затем передислоцировался с частью в город Калофад (Румыния) в созданную там Южную группу войск.
За последний период войны был награждён медалями: «За боевые заслуги», «За взятие Будапешта», «За взятие Вены», «За победу над Германией».
2 августа 1945 г. был назначен командиром понтонного полка в составе войск Забайкальского фронта с местом дислокации в городе Харбин (Китай), где обеспечивал инженерными средствами наступающие войска в Маньчжурской операции.
Участник Советско-японской войны.
7 сентября 1945 г. в городе Днепропетровске в семье Андзауровых родился сын Олег.
После окончания войны Игорь Евгеньевич был назначен на должность командира 16-го моторизованного Верхне-Днепровского ПМП в городе Киеве, на Подоле.
В 1948 году получил назначение на должность командира отдельного батальона 52-го отдельного инженерно-строительного Новосокольнического Краснознамённого ордена Кутузова полка, дислоцировавшегося под Семипалатинском. Принимал активное участие в подготовке защитных сооружений для
испытания на полигоне первой атомной бомбы и участвовал непосредственно при её испытании в 1949 году.

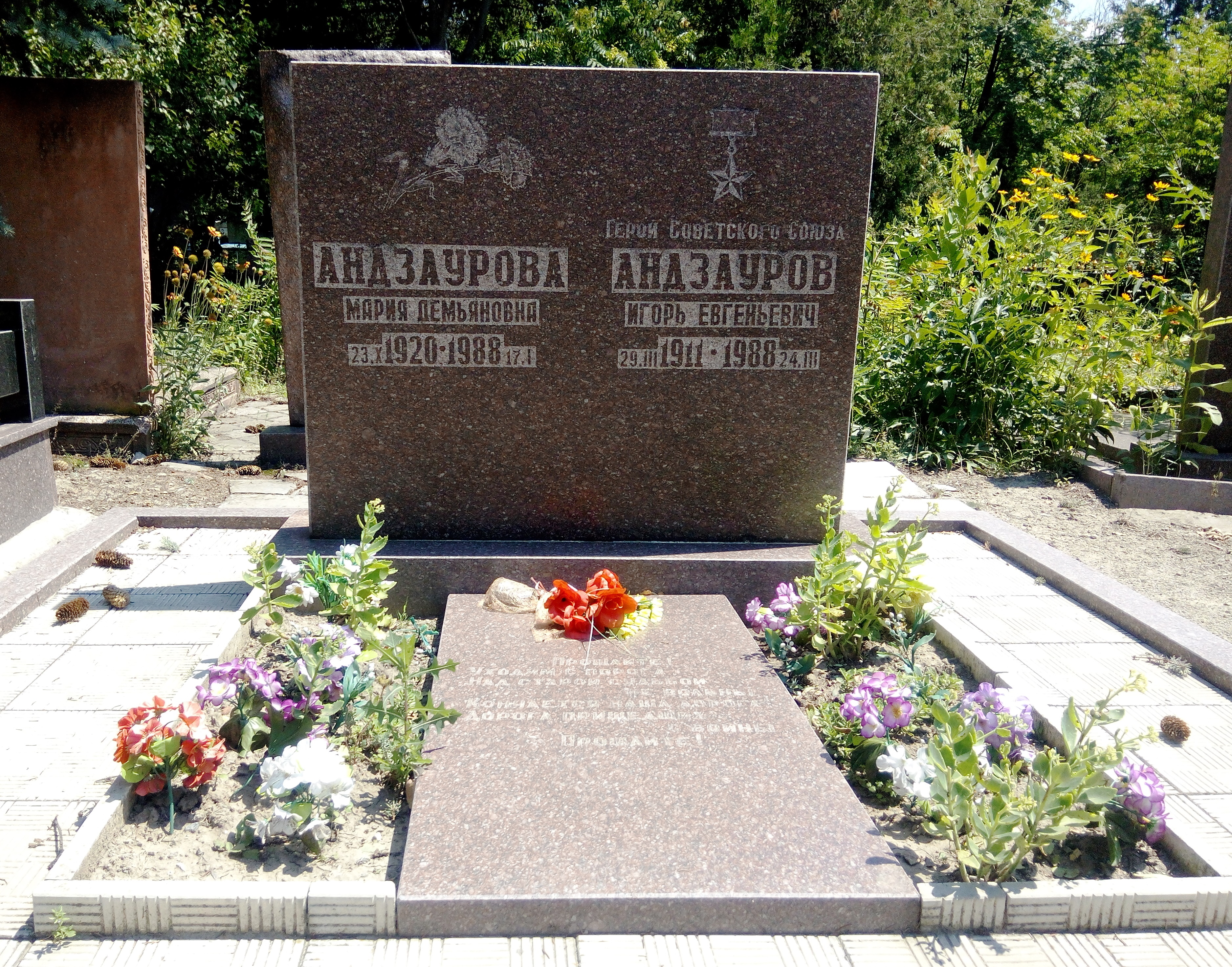
Могила Андзаурову Игорю Евгеньевичу на Сурско-Литовском кладбище в Днепре

С 1950 года находился в Сибирском военном округе в городе Томск, в пехотном училище на цикле инженерной подготовки. А с 1950 года служил в Северо-Кавказском военном округе в городе Дзауджикау (Владикавказ, Орджоникидзе) на цикле инженерной подготовки в военном автомобильном училище.
9 января 1952 года в семье родилась дочь Ира.
В декабре 1955 года уволен в запас по состоянию здоровья и вместе с семьёй переехал в Днепропетровск.
Активно занимался военно-патриотической работой и воспитанием молодежи в духе боевых традиций советского народа. Увлекался садоводством, вёл переписку с музеями, встречался с однополчанами.
Умер 24 марта 1988 года. Похоронен в Днепропетровске на Сурско-Литовском кладбище.

## Награды
- Медаль «Золотая Звезда» Героя Советского Союза (№ 1329) (26.10.1943)
- Орден Ленина (26.10.1943)
- Три ордена Красного Знамени (1940, 1950, ????)
- Орден Александра Невского (25.02.1945)
- Два ордена Отечественной войны I степени (08.10.1944, 06.04.1985)
- Два ордена Красной Звезды (03.09.1943, 1948)
- Медали, в том числе:
  - Медаль «За боевые заслуги» (03.11.1944)
  - Юбилейная медаль «За доблестный труд (За воинскую доблесть). В ознаменование 100-летия со дня рождения Владимира Ильича Ленина»
  - Медаль «За Победу над Германией в Великой Отечественной войне 1941—1945 гг.»
  - Медаль «За победу над Японией»
  - Юбилейная медаль «Двадцать лет Победы в Великой Отечественной войне 1941—1945 гг.»
  - Юбилейная медаль «Тридцать лет Победы в Великой Отечественной войне 1941—1945 гг.»
  - Юбилейная медаль «Сорок лет Победы в Великой Отечественной войне 1941—1945 гг.»
  - Медаль «За взятие Будапешта»
  - медаль «За взятие Вены»
  - Медаль «Ветеран Вооружённых Сил СССР»
  - Юбилейная медаль «30 лет Советской Армии и Флота»
  - Юбилейная медаль «50 лет Вооружённых Сил СССР»
  - Юбилейная медаль «60 лет Вооружённых Сил СССР»
  - Юбилейная медаль «70 лет Вооружённых Сил СССР»

### Приказы (благодарности) Верховного Главнокомандующего в которых отмечен Андзауров И. Е.[5]
- За участие в боях при прорыве обороны противника и форсировании Дуная. 9 декабря 1944 года № 217.
- За овладение столицей Венгрии городом Будапешт — стратегически важным узлом обороны немцев на путях к Вене. 13 февраля 1945 года. № 277
- За форсирование рек Грон и Нитра, 50-километровый прорыв обороны противника по западным берегам этих рек и овладение городами Комарно, Нове-Замки, Шураны, Комьятице, Врабле — сильными опорными пунктами обороны немцев на братиславском направлении. 30 марта 1945 года. № 318